# Porto Vecchio (Porto Santo Stefano)
Il Porto Vecchio di Porto Santo Stefano è il porto situato nella parte occidentale del capoluogo del comune di Monte Argentario.

## Storia

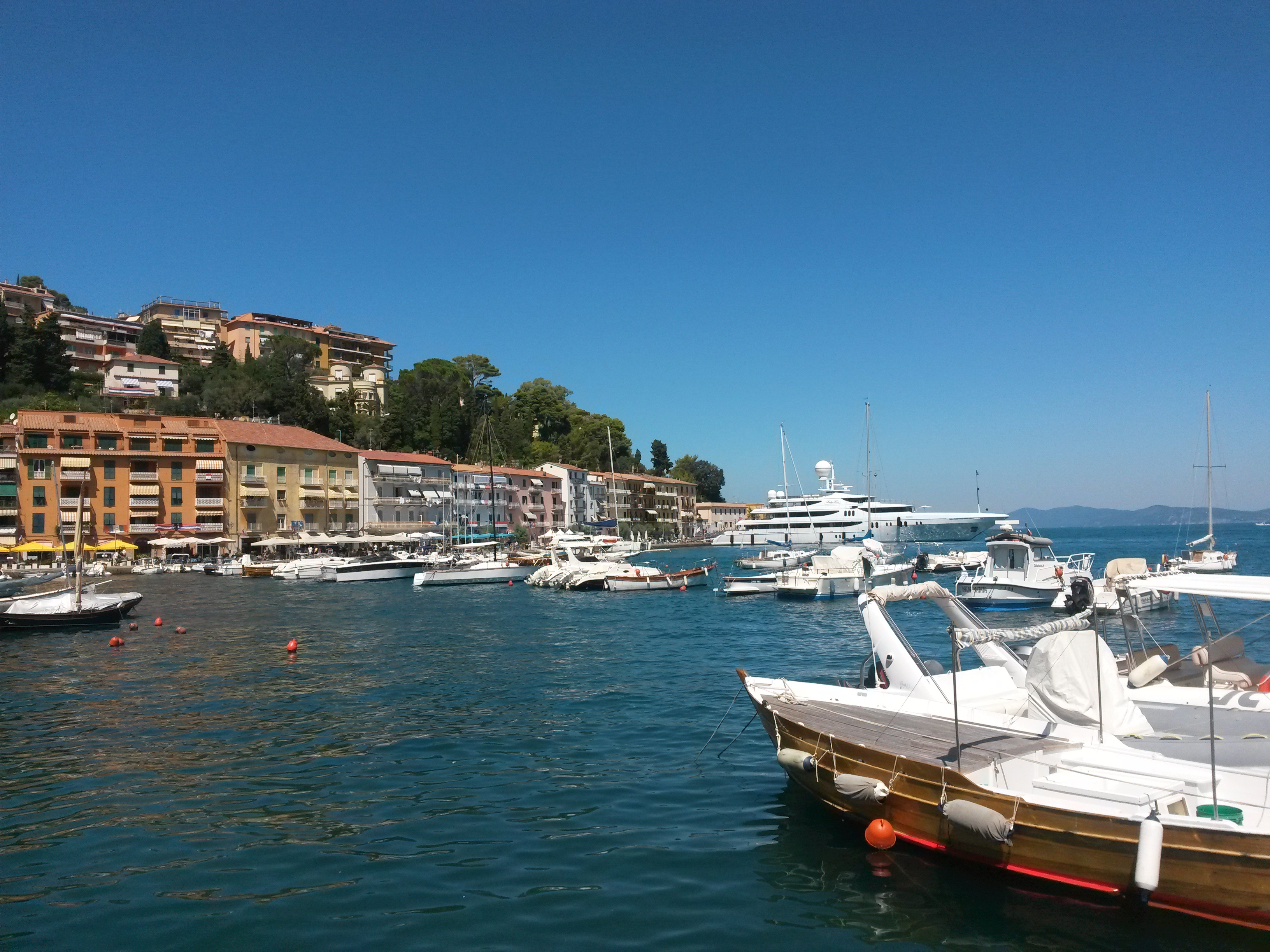
Porto Vecchio - La Pilarella

È il porto più antico e caratteristico di Porto Santo Stefano.
Tra la fine del Cinquecento e gli inizi del Seicento, grazie ai governanti spagnoli dello Stato dei Presidi, la località iniziò ad assumere un ruolo strategico, venendo dotata di fortificazione. Proprio in epoca seicentesca fu costruito il porto, che era protetto alle spalle dalla Torre Antica, che si elevava nella Piazza dei Rioni ove vi è l'attuale sede comunale, e fu completamente distrutta dai bombardamenti della seconda guerra mondiale.
In epoche recenti, le nuove esigenze commerciali e industriali privilegiarono il più moderno e ampio Porto del Valle; da allora, il Porto Vecchio iniziò ad essere un approdo per i pescatori, fino a diventare un caratteristico ormeggio turistico durante il secolo scorso.

## Contesto geografico
Situato sul Mar Tirreno, il porto si apre a nord-ovest verso il mare, chiuso in una piccola baia naturale. All'estremità occidentale, si diparte un molo frangiflutti, chiamato Il Moletto, dotato di fanale segnalatore, lungo la riva ovest si estende la banchina della Pilarella, a sud si trova la Piazza dei Rioni, ad est il Lungomare dei Navigatori.

## Caratteristiche
I fondali variano da 1,5 a 5 metri di profondità, l'accesso risulta difficoltoso con forti venti del primo quadrante. I posti barca sono ca. 130, suddivisi tra l'unica banchina e  tre file di ormeggi con corpo morto.
Durante il mese di giugno, è sede della Argentario Sailing Week manifestazione velica organizzata dallo Yacht Club Santo Stefano.